# Convention constitutionnelle d'Herrenchiemsee
Pour les articles homonymes, voir Herrenchiemsee.
On appelle convention constitutionnelle d’Herrenchiemsee (Verfassungskonvent auf Herrenchiemsee) la réunion, du 10 au 23 août 1948, d’experts envoyés par les Länder des zones d’occupation américaines, britanniques et françaises en Allemagne pour rédiger une première version du projet de constitution du futur État fédéral ouest-allemand et préparer ainsi le travail du Conseil parlementaire. Elle eut lieu au monastère d’Herrenchiemsee, sur l’île d’Herrenchiemsee, en Bavière.
Elle fut officiellement créée sous le nom de Commission d’experts pour les questions constitutionnelles (Sachverständigen-Ausschuß für Verfassungsfragen), mais se désigna elle-même comme commission constitutionnelle de la Conférence des ministres-présidents des zones d’occupation occidentales (Verfassungsausschuß der Ministerpräsidenten-Konferenz der westdeutschen Besatzungszonen) et comme Convention constitutionnelle (Verfassungskonvent), et sera qualifiée de convention d’Herrenchiemsee (Herrenchiemseer Konvent) par le Conseil parlementaire.

## Composition
Chacun des onze Länder des zones d’occupation occidentales envoya un plénipotentiaire, auxquels s’ajoutait un représentant sans droit de vote pour Berlin. Ils étaient accompagnés par quatorze collaborateurs et experts juridiques.
Certains des participants devinrent membres du Conseil parlementaire, qui adopta la Loi fondamentale.

### Président
La convention était présidée par le directeur de la Chancellerie d’État de Bavière, Anton Pfeiffer.

### Plénipotentiaires des Länder
- Bade : Paul Zürcher, président de la Cour d’État de Bade
- Bavière : Josef Schwalber, secrétaire d’État
- Brême :  Theodor Spitta, maire de Brême
- Hambourg : Wilhelm Drexelius, syndic du Sénat
- Hesse : Hermann Louis Brill, secrétaire d’État
- Basse-Saxe : Justus Danckwerts, conseiller ministériel
- Rhénanie-du-Nord-Westphalie : Theodor Kordt, professeur de droit des gens et de diplomatie à l’université de Bonn
- Rhénanie-Palatinat : Adolf Süsterhenn, ministre de la Justice et de la Culture
- Schleswig-Holstein : Fritz Baade, professeur à l’institut d’économie mondiale de Kiel
- Wurtemberg-Bade : Josef Beyerle, ministre de la Justice
- Wurtemberg-Hohenzollern: Carlo Schmid, ministre de la Justice

### Représentant sans droit de vote
- Berlin : Otto Suhr, président de l'assemblée municipale

### Collaborateurs des plénipotentiaires
- Bade : Theodor Maunz, Hermann Fecht
- Bavière : Ottmar Kollmann, Claus Leusser
- Brême : Gerhart Feine
- Hambourg : Johannes Praß
- Hesse : Karl Kanka
- Basse-Saxe : Ulrich Jäger
- Rhénanie-du-Nord-Westphalie : Hans Berger
- Rhénanie-Palatinat : Bernhard Hülsmann, Klaus-Berto von Doemming
- Schleswig-Holstein : Friedrich Edding
- Wurtemberg-Bade : Otto Küster, Kurt Held
- Wurtemberg-Hohenzollern : Gustav von Schmoller

### Experts juridiques
- Hans Nawiasky, professeur de droit aux universités de Saint-Gall et Munich
- Otto Barbarino, conseiller ministériel au ministère des Finances de Bavière
- Herbert Fischer-Menshausen, chef du service des finances du Conseil des Länder de la Bizone
- Richard Ringelmann, directeur ministériel au ministère des Finances de Bavière
- Hans Storck, chef de la commission des finances du Conseil des villes allemandes

## Ressources

### Origine du texte
- (de) Cet article est partiellement ou en totalité issu de l’article de Wikipédia en allemand intitulé « Verfassungskonvent auf Herrenchiemsee » (voir la liste des auteurs).

- (de) Cet article est partiellement ou en totalité issu de l’article de Wikipédia en allemand intitulé « Liste der Teilnehmer des Verfassungskonvents auf Herrenchiemsee » (voir la liste des auteurs).